# Nick Platino
Nick Platino es un personaje de la tira cómica Ortega y Pacheco, de Pedro Vera. Nick es el apócope de Nicomedes y su apellido se refiere al tinte rubio platino que tiene dicho personaje.

## Evolución del personaje
En las primeras historietas aparecía como investigador de lo oculto y defensor de la humanidad, luchando contra seres como una momia inca, el robot asesino medusa, un gorila mutante o una pareja de embutidos caníbales; siempre avisado por el ente extraterrestre Torralba, un extraterrestre que tiende a comunicarse con Nick en los momentos más inoportunos (una carrera de ciclismo, cocinando...) además de suministrarle armamento y equipo.
En las últimas historietas ha aparecido en tiras de "investigación" sobre temas como el Fórum Universal de las Culturas 2004 o las operaciones de estética y en las propias tiras de Ortega y Pacheco actuando como compinche de los hermanos, aunque a menudo ha intentado meterles en líos o estafarles. Es reportero de una revista rosa que parodia a Interviú, donde los hermanos murcianos también trabajan.

## Equipo
Durante las psicodélicas aventuras en las que ejercía de justiciero, Nick ha utilizado un curioso repertorio de objetos para salir triunfal:
- Pistola Luger: Usada por Nick cuando se encuentra en aprietos. No le suele ser de ayuda.
- Muleta de Jon Manteca: usada para matar a una momia después del fallecimiento en "acto de servicio" de su propietario
- Esclava de plata y zapatos castellanos: Con los cuales nick se defiende del robot asesino medusa. Tienen la propiedad de reflejar y amplificar, en combinación, cualquier tipo de rayo o emisión. El único defecto es que el material del cual están hechos explota al cabo del tiempo.
- Rueda de bici: la aleación de la cual está hecha le permite soportar las llamaradas del Gorila "Flamme Fredo"

- Datos: Q6041965